# Tysklands Grand Prix 1998
Tysklands Grand Prix 1998 var det elfte av 16 lopp ingående i formel 1-VM 1998.

## Rapport
Michael Schumacher kvalade in som nia och gick i mål som femma. Samtidigt hade Mika Häkkinen problem med sin bil och fick lita till att David Coulthard bevakade eventuella attacker från Jacques Villeneuve. Om Villeneuve hade kommit förbi Coulthard hade han sannolikhet vunnit. Nu ledde Häkkinen med 16 poäng före Schumacher och förar-VM verkade avgjort.

## Resultat
1. Mika Häkkinen, McLaren-Mercedes, 10 poäng
2. David Coulthard, McLaren-Mercedes, 6
3. Jacques Villeneuve, Williams-Mecachrome, 4
4. Damon Hill, Jordan-Mugen Honda, 3
5. Michael Schumacher, Ferrari, 2
6. Ralf Schumacher, Jordan-Mugen Honda, 1
7. Giancarlo Fisichella, Benetton-Playlife
8. Eddie Irvine, Ferrari
9. Heinz-Harald Frentzen, Williams-Mecachrome
10. Jean Alesi, Sauber-Petronas
11. Alexander Wurz, Benetton-Playlife
12. Jarno Trulli, Prost-Peugeot
13. Toranosuke Takagi, Tyrrell-Ford
14. Mika Salo, Arrows
15. Olivier Panis, Prost-Peugeot
16. Esteban Tuero, Minardi-Ford

### Förare som bröt loppet
- Johnny Herbert, Sauber-Petronas (varv 37, växellåda)
- Shinji Nakano, Minardi-Ford (36, växellåda)
- Rubens Barrichello, Stewart-Ford (27, växellåda)
- Jos Verstappen, Stewart-Ford (24, växellåda)
- Pedro Diniz, Arrows (2, gasspjäll)

### Förare som ej kvalificerade sig
- Ricardo Rosset, Tyrrell-Ford

## VM-ställning
| Förarmästerskapet 1. Mika Häkkinen, McLaren-Mercedes, 76 2. Michael Schumacher, Ferrari, 60 3. David Coulthard, McLaren-Mercedes, 42 | Konstruktörsmästerskapet 1. McLaren-Mercedes, 118 2. Ferrari, 92 3. Benetton-Playlife, 32 |